# Зелёная книга (издательство)
«Зелёная книга» — московское издательство, специализирующееся на выпуске литературы, посвящённой экологической тематике. Первое в России экоиздательство.

## История
Издательство основала океанолог Екатерина Воронина. Идея у неё появилась во время учёбы в РХТУ им. Менделеева по специальности «экология мегаполисов». Во время написания магистерской диссертации Воронина изучала тему расчётов парниковых газов, выделяемых в процессе деятельности человека, и столкнулась с отсутствием специализированной экологической литературы на русском языке. В 2012 году она и ещё трое её единомышленников решили основать новое дело и вложили в него по 25 тысяч рублей каждый.
Первые книги издательства сетевые книжные магазины отказывались брать для продажи. Соглашались только маленькие магазины. Тогда Воронина изменила стратегию и обратилась за поддержкой к онлайн-магазинам, в которых продаётся различная экопродукция. Выручка компании резко возросла. Тираж первой книги распродали в течение трёх месяцев, началась подготовка к изданию второй книги.
В 2013 году издательство заработало 5 млн рублей, а в 2014 — 7,9 млн. Расходы полностью покрывает спонсорская помощь, а выручка идёт на зарплату сотрудникам и на техническое совершенствование производства.

## Книги
Первая подготовленная издательством книга вышла в 2012 году. Это была книга «Экологическая маркировка» Елены Смирновой. Она вышла тиражом 1000 экземпляров. Средства на издание дали спонсоры, которые разместили на страницах книги свою рекламу.
Автором второй книги стал блогер, создатель портала EcoWiki Роман Саблин. Он написал книгу «Зеленый драйвер», о том, как начать экологичный образ жизни. Средства на издание собирали с помощью  краудфандинга. Проект зарегистрировали на платформе Boomstarter и за 42 дня удалось собрать необходимую сумму в 300 тысяч рублей. Проект поддержали почти 500 человек. Это был рекорд Boomstarter за 2013 год — и по числу спонсоров, и по собранной сумме.
Издательство ориентируется на отечественных авторов, но выпускает и переводные книги. Первой из таких стала книга Дэниела Ситарза «Богатый. Умный. Экологичный», вышедшая при поддержке Росбанка.
К 2015 году все выпускаемые издательством книги относятся к одной из трёх серий: «ЭкоБизнес», «ЭкоДом», «ЭкоЖизнь».

## Экологичность
У компании нет своего офиса. Все сотрудники работают удалённо. Воронина решила не открывать офис с точки зрения охраны окружающей среды. По её мнению, наличие офиса увеличило бы потребление различных ресурсов, что негативно отразится на окружающей среде.По той же причине предпринимательница отказалась от создания онлайн-издательства.
Компания работает по принципам «зелёного» книгопечатания. Используются только безвредные краски на водной основе. Книги печатаются на переработанной бумаге или на бумаге, сертифицированной международной организацией «Лесной попечительский совет» (FSС, Forest Stewardship Council), то есть на такой, которая была произведена из древесины, выращенной ответственными лесными хозяйствами с системой постоянного возобновления зелёных насаждений. При вёрстке издатели стараются оставлять как можно меньше пробелов и пустых мест на страницах.
По расчётам Ворониной, при производстве одной книги в твёрдом переплете в атмосферу может выделяться 4 килограмма углекислого газа, а книги в 500 страниц в мягком переплете — 2,5 килограмма.
Из-за использования особых технологий, книги издательства по себестоимости выходят дороже, чем в других книжных компаниях. В среднем книги издательства стоят около 500 рублей.
Ещё одним вкладом в экологию сотрудники компании считают акцию по высадке деревьев. За несколько лет команда Ворониной вместе с Фондом возрождения лесов высадила несколько сотен деревьев в Орехово-Зуевском районе Москвы. Так при выпуске первого печатного труда, книги «Экологическая маркировка», по подсчетам Ворониной, в атмосферу попало почти 387 килограммов парниковых газов. В качестве компенсации ущерба природе необходимо было вырастить 4 дерева в течение 10 лет.

## Критика
Артём Степанов, генеральный директор издательства «Манн, Иванов и Фербер» положительно отозвался о предприятии Ворониной.

Социально ответственный подход к построению организации сейчас набирает всё большую популярность. О таком подходе мы рассказывали в книге «Больше добра — Больше прибыли» Идо Леффлера. Для построения доверия к компании необходимо мыслить ответственно с точки зрения общества и соответственно поступать.— Артём Степанов